# Geranium stramineum
Geranium stramineum är en näveväxtart som beskrevs av José Jéronimo Triana och Jules Émile Planchon. Geranium stramineum ingår i släktet nävor, och familjen näveväxter. IUCN kategoriserar arten globalt som sårbar. Inga underarter finns listade i Catalogue of Life.